# Георг Вилхелм (Ербах-Ербах)
Георг Вилхелм фон Ербах-Ербах (на немски: Georg Wilhelm von Erbach-Erbach; * 19 юли 1686, Фюрстенау; † 31 май 1757, Висбаден) е граф на Ербах, господар на Бройберг, Радебург и Рьодерн 1717 г., граф на Райхенберг 1718 г., на Ербах, Цел, Ойлбах и Вилденшайн 1747 г.

## Произход
Той е син на граф Георг Албрехт II фон Ербах-Фюрстенау (1648 – 1717) и съпругата му Анна Доротея Христина фон Хоенлое-Валденбург (1656 – 1724), дъщеря на граф Филип Готфрид фон Хоенлое-Валденбург и съпругата му Анна Христиана Шенкин фон Лимпург-Зонтхайм. Брат е на Филип Карл (1677 – 1736), Карл Вилхелм (1680 – 1714) и Георг Август фон Ербах-Шьонберг (1691 – 1758).
Георг Вилхелм умира на 31 май 1757 г. във Висбаден и е погребан в Райхелсхайм, Оденвалд.

## Фамилия
Първи брак: на 25 декември 1723 г. в Алт-Дрезден с графиня София Шарлота фон Ботмер (* 21 октомври 1697, Хага; † 14 септември 1748, Ербах, погребана в Райхелсхайм), дъщеря на граф  Йохан Каспар фон Ботмер и Гизела Ердмута фрайфрау фон Хойм. Те имат две деца:
- София Христиана Шарлота Фридерика Ердмута (1725 – 1795), омъжена на 28 февруари 1742 г. в Ербах за княз Вилхелм Хайнрих фон Насау-Саарбрюкен (1718 – 1768)
- Йохана Ернестина (1728 – 1731)

Втори брак: на 3 май 1753 г. в Грумбах с Леополдина София Вилхелмина вилд-и райнграфиня фон Залм-Грумбах (* 17 ноември 1731; † 28 февруари 1795, Ербах, погребана в Райхелсхайм), дъщеря на вилд-и райнграф Карл Валрад Вилхелм фон Салм-Грумбах и Юлиана Франциска Леополдина фон Прьозинг и Лимпург. Те имат един син:
- Франц I (II) (1754 – 1823), граф на Ербах-Ербах, генерал, женен I. на 1 септември 1776 г. в Дюркхайм за принцеса Шарлота Луиза Поликсена фон Лайнинген-Дагсбург (1755 – 1785), дъщеря на граф Карл Фридрих Вилхелм фон Лайнинген, II. за Шарлота Луиза Поликсена Колб фон Вартенберг (1755 – 1844), дъщеря на Фридрих Карл Колб фон Вартенберг